# تگ هویر
تَگ هویر (.TAG Heuer S.A) یک کمپانی سویسی است که به طراحی، تولید و بازاریابی ساعت و وسایل جانبی مد مانند عینک و گوشیهای تلفن همراه با برند خودش یا به صورت تحت لیسانس اقدام می‌کند.
تگ هویر کار خود را با عنوان اوهرن منوفکتور هویر (Uhrenmanufaktur Heuer AG) شروع کرد. این کمپانی در سال ۱۸۶۰ در سنت ایمیر سویس بوسیله ادوارد هویر بنیانگذاری شد. کمپانی در سال ۱۹۸۵ توسط گروه هلدینگ تی ای جی (Techniques d'Avant Garde) خریداری شد و در این دوره برند هویر به تگ هویر تغییر یافت. در سال ۱۹۹۹ گروه هلدینگ تی ای جی، تگ هویر را به شرکت فرانسوی ارائه دهنده کالاهای لوکس ال و ام هاش فروخت.